# Јеналебниц
Јеналебниц (њем. Jenalöbnitz) општина је у њемачкој савезној држави Тирингија. Једно је од 93 општинска средишта округа Зале-Холцланд. Према процјени из 2010. у општини је живјело 155 становника. Посједује регионалну шифру (AGS) 16074043.

## Географски и демографски подаци
Јеналебниц се налази у савезној држави Тирингија у округу Зале-Холцланд. Општина се налази на надморској висини од 208 метара. Површина општине износи 3,9 km². У самом мјесту је, према процјени из 2010. године, живјело 155 становника. Просјечна густина становништва износи 39 становника/km².